# 安德里北街站
安德里北街站是一个位于中国北京市东城区和平里街道鼓楼外大街、安德里北街交叉口，属于北京地铁8号线的地铁车站。由于出入口施工进度原因，该车站未随2012年底二期南段的其他车站一同投入运营，而直到2015年12月26日才投入使用。

## 位置
安德里北街站位于鼓楼外大街（南北向）和安德里北街（东西向）交汇处，呈南北向布置。

## 结构

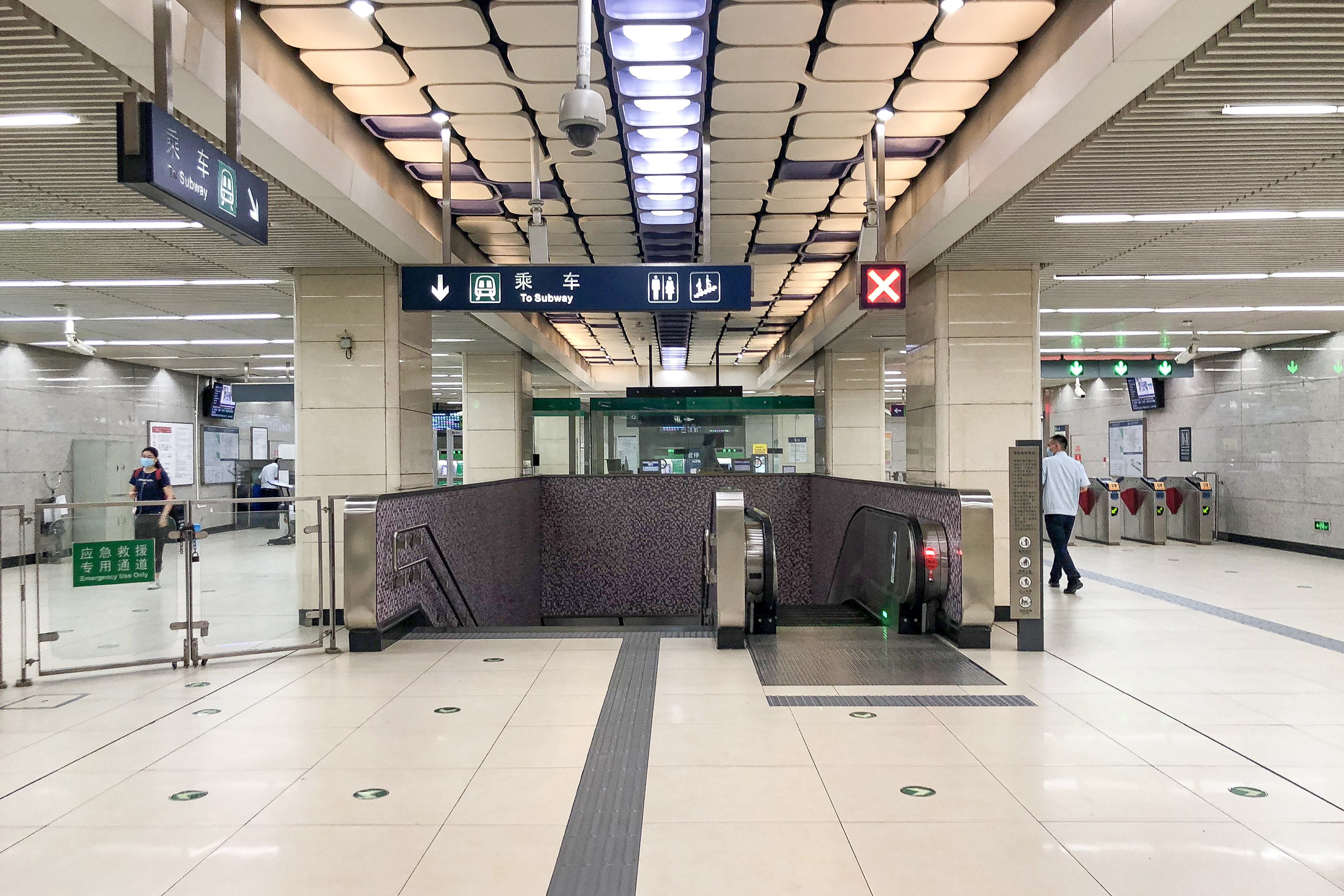
北站厅

安德里北街站为地下二层车站，分离岛式站台布置。车站工程总长242.2米。
| 地面层          | 街道                      | B-D出入口                        |
| 地下一层 站厅层 | 站厅                      | 客务中心、自动售票机、进出站闸机 |
| 地下二层 站台层 |                           | █ 8号线往朱辛庄（安华桥）        |
| 地下二层 站台层 | 岛式站台，左側開门        |                                  |
| 地下二层 站台层 | █ 8号线往瀛海（鼓楼大街） |                                  |

## 出入口
本站设有2个出入口：B（东北）、D（西南），西北角另有一个直梯出入口。
|                                                                  |                                                  |                  |        |            |
| 编号                                                             | 指示                                             | 建议前往的目的地 | 照片   | 无障碍设施 |
| · 这是一个单独出入口， · 没有与任何出入口相连， · 因此没有编号。 | 鼓楼外大街（西侧）                               |                  | 不適用 |            |
| 出口 · B                                                         | 鼓楼外大街（东侧）、安德里北街（北侧）、黄寺大街 | 柳荫公园         |        | 不適用     |
| 出口 · D                                                         | 鼓楼外大街（西侧）                               | 六铺炕街         |        | 不適用     |
| 註： 設有                                                        |                                                  |                  |        |            |